# Norbornaan
Norbornaan is een gebrugde organische verbinding uit de groep der verzadigde koolwaterstoffen. Norbornaan is een kristallijne vaste stof met een smeltpunt van 88°C. Het koolstofskelet van de verbinding bestaat uit een cyclohexaanring die tussen de posities 1 en 4 een CH2-brug bezit.
De naam van de verbinding is afgeleid van bornaan, waarin nog drie extra methylgroepen voorkomen. Het prefix nor- in de naam geeft aan dat alle methylgroepen afwezig zijn.
Het norbornyl-kation (C7H11+) is wetenschappelijk interessant vanwege het niet-klassieke carbokation dat gevormd wordt.

## Synthese
Norbornaan kan bereid worden door het hydrogeneren van de verwante onverzadigde verbindingen norborneen of norbornadieen met waterstofgas en palladium op koolstof als heterogene katalysator. 